# آیاکا اوهاشی
آیاکا اوهاشی (انگلیسی: Ayaka Ōhashi; ۱۳ سپتامبر ۱۹۹۴ – ) صداپیشه، خواننده، بازیگر خردسال، و بازیگر سینما اهل ژاپن بود. وی از سال ۲۰۱۲ میلادی تاکنون مشغول فعالیت بوده‌است.